# 纳萨尔巴里起义
纳萨尔巴里起义（英語：Naxalbari uprising）是1967年发生于印度西孟加拉邦大吉岭县西里古里区纳萨尔巴里警管区的农民武装叛乱。 它主要由当地部落和被称为“西里古里集团”的共产主义者领导，被这一事件鼓舞的纳萨尔巴里运动迅速从西孟加拉邦蔓延到印度其他邦，使印度共产党（马克思主义）（简称印共（马））发生了分裂。

## 背景
起义发生于中国共产党执政、越南战争、古巴革命、中苏分裂后。查鲁·马宗达派认为，在印度发动持久人民战争的时机已经成熟。查鲁·马宗达在1967年前后发表了八篇文章，后来被称为历史性八文，这些文章成为纳萨尔巴里运动的意识形态基础。

## 历史
1965年和1966年，共产主义者已经在纳萨尔巴里地区取得进展。“西里古里集团”呼吁发起武装斗争。1967年3月3日，一些农民夺得了该地的一块土地，开始收割庄稼。3月18日后，农民开始夺取乔特达的土地。 全区都设立了农民委员会，共维持四个月。第一次冲突发生在农民和地主之间，佃农Bigul Kisan被地主绅士们殴打。这场暴力冲突发生于农民委员会从地主绅士们手中夺取土地、粮食和武器时。政府开始动员警察。Jharugaon村的巡视员被农民委员会成员杀害。为了报复，1967年5月25日警方开枪杀害了9名妇女和1名儿童。 到6月为止，农民委员会已在纳萨尔巴里、卡里巴里和Phansidewa周围地区夺取了乔特达的土地、军火和粮食。大吉岭附近地区的茶园工人罢工支持农民委员会。7月19日，政府派遣准军事部队。詹加尔·桑塔尔等领导人被捕，查鲁·马宗达等转入地下。其他一些人遇害。

## 影响
《人民日报》发表社论《印度的春雷》，高度评价该起义，导致中国与印度共产党（马克思主义）的关系恶化。印共（马）驱逐了许多支持起义的成员。查鲁·马宗达、Souren Bose、Mahadeb Mukherjee和Dilip Bagchi在同一天被驱逐。被驱逐者后来组成共产主义革命者全印协调委员会，并进一步发展为印度共产党（马列）。它进一步导向了比哈尔邦部分地区（见拉尔塞纳）和纳萨尔派的其他类似运动，如斯里卡库兰农民起义。